# Volary
Volary (niem. Wallern) − miasto w Czechach, w kraju południowoczeskim.
Według danych z 31 grudnia 2003 powierzchnia miasta wynosiła 10 763 ha, a liczba jego mieszkańców 4 059 osób.

## Demografia
| Rok             | 1970  | 1980  | 1991  | 2001  | 2003  |
| --------------- | ----- | ----- | ----- | ----- | ----- |
| Liczba ludności | 3 344 | 3 588 | 3 917 | 4 068 | 4 059 |

Źródło: Czeski Urząd Statystyczny